# Cut Chemist
Cut Chemist, vlastním jménem Lucas MacFadden (* 4. října 1972) je americký diskžokej a hudební producent z Los Angeles. V roce 1993 založil kapelu Jurassic 5, kterou opustil v roce 2006. Se skupinou vydal celkem tři studiová alba, kapela bez něj pak vydala ještě jedno, ale již roku 2007 ukončila svou činnost. V roce 2006 Cut Chemist vydal své první sólové album s názvem The Audience's Listening. V roce 2013 opět začal vystupovat s obnovenou kapelou Jurassic 5. Během své kariéry vystupoval také v několika filmech a spolupracoval s dalšími hudebníky, mezi které patří například DJ Shadow a Deantoni Parks.

## Sólová diskografie
- The Audience's Listening (2006)
- Die Cut (2018)